# Jimmy Suparno
Jimmy Suparno là một cầu thủ bóng đá người Indonesia hiện tại thi đấu cho PSCS Cilacap ở vị trí tiền vệ.

## Sự nghiệp
Vào tháng 1 năm 2015, anh ký hợp đồng với Persiram.